# Proyecto Player/Stage
El proyecto Player/Stage es un esfuerzo internacional para producir herramientas de software libre para investigación desarrollo en el mundo de la robótica.
El proyecto consiste de los siguientes tres componentes:
- Player implementación de un servidor para robots
- Stage simulador
- Gazebo simulador

El proyecto fue fundado y mantenido por Brian Gerkey, Richard Vaughan y Andrew Howard.